# Eos (thần thoại)
Trong thần thoại Hy Lạp cổ đại, Eos (Hy Lạp Ionic và Hy Lạp Homeros Ἠώς Ēṓs, Hy Lạp Attica Ἕως Héōs, "bình minh", phát âm [ɛːɔ̌ːs] hoặc [héɔːs]; Hy Lạp Aeolic Αὔως Aúōs, Hy Lạp Doric Ἀώς Āṓs)  là nữ thần của bình minh. Giống hai vị thần La Mã Aurora và Vệ Đà Ushas, danh xưng Eos bắt nguồn từ tên của vị thần bình minh Ấn-Âu nguyên thủy, được phỏng đoán là *H₂éwsōs. Nữ thần Eos, hoặc H₂éwsōs, có nhiều điểm tương đồng với nữ thần tình yêu Aphrodite. Dựa theo đó, các nhà nghiên cứu đưa ra giả thuyết cho rằng hai vị nữ thần đều bắt nguồn từ chung một gốc, hoặc ít nhất thì Aphrodite bị ảnh hưởng rất lớn bởi nữ thần binh minh Ấn-Âu. Theo nhiều truyền thuyết, Aphrodite là kẻ đằng sau vô số cuộc tình của Eos, vì bà đã nguyền rủa Eos với lòng ham muốn vô độ đối với đàn ông phàm trần.
Trong văn học Hy Lạp, Eos là con gái của các thần Titan Hyperion và Theia, là chị gái của thần mặt trời Helios và nữ thần mặt trăng Selene. Trong một số văn liệu hiếm, nàng được mô tả là con gái của Titan Pallas. Mỗi ngày, nàng thức dậy bên rìa đại dương và đánh cỗ xe kéo bởi hai con ngựa xuyên qua bầu trời, báo hiệu sự bắt đầu của một ngày mới và sự xuất hiện của em trai nàng, Helios. Vì vậy trong sử thi Homeros, nàng còn được gọi là Rhododactylos, nghĩa là "ngón tay hồng", ẩn dụ cho màu sắc bầu trời lúc bình minh, và Erigeneia, nghĩa là "kẻ sinh ra sớm".
Mặc dù nữ thần Eos có nguồn gốc Ấn-Âu, người Hy Lạp thời cổ điển dường như không tồn thờ hay sùng bái nàng.

## Từ nguyên
Dạng Hy Lạp nguyên thủy của danh xưng Ἠώς/Ēṓs được phục nguyên là *ἀυhώς/auhṓs, và dạng Hy Lạp Mycenae được phục nguyên là *hāwōs. Theo nhà ngôn học Hà Lan Robert S. P. Beekes, sự tiêu biến âm đầu bật hơi có lẽ là biểu hiện của hiện tượng đảo âm (metathesis). Danh xưng Eos có cùng nguồn gốc với tên của thần Vệ Đà Ushas, tên của thần Litva Aušrinė, và tên của thần La Mã Aurora (Latinh cổ viết là Ausosa), cả ba vị thần đó đều là những nữ thần bình minh.
Trong tiếng Hy Lạp Mycenae, tên của nàng đọc là a-wo-i-jo (Āw (ʰ) oʰios; Ἀϝohιος), dựa theo bản kim thạch được khai quật tại di chỉ Pylos. Có ý kiến cho rằng đây là tên riêng của một người chăn cừu có ý nghĩa là "bình minh", hoặc là dạng tặng cách của Āwōiōi.